# Corrèze
Die Corrèze ist ein Fluss in Frankreich, der im gleichnamigen Département Corrèze in der Region Nouvelle-Aquitaine verläuft. Sie entspringt am Plateau de Millevaches im Regionalen Naturpark Millevaches en Limousin. Ihre Quelle liegt im Gemeindegebiet von Pérols-sur-Vézère, am Südhang des Puy Chabrol. Die Corrèze entwässert generell Richtung Südwesten und mündet nach rund 95 Kilometern westlich von Brive-la-Gaillarde als linker Nebenfluss in die Vézère.
Der wilde Flusslauf ist noch weitgehend ursprünglich erhalten und eignet sich besonders für alle Sportarten im Wildwasser, wie zum Beispiel Wildwasserpaddeln oder Rafting.
Der antike Name der Corrèze lautete Curretia.

## Orte am Fluss
- Corrèze
- Naves
- Tulle
- Cornil
- Malemort-sur-Corrèze
- Brive-la-Gaillarde